# Женская волейбольная Евролига 2012
4-й розыгрыш женской волейбольной Евролиги — международного турнира по волейболу среди женских национальных сборных стран-членов ЕКВ — проходил с 1 июня по 6 июля 2012 года с участием 12 команд. Финальный этап был проведён в Карловых Варах (Чехия). Победителем впервые стала сборная Чехии.

## Команды-участницы
Болгария, Венгрия, Греция, Израиль, Испания, Нидерланды, Румыния, Сербия, Турция, Франция, Чехия, Швейцария.

## Система проведения розыгрыша
Соревнования состояли из предварительного и финального этапов. На предварительном этапе 12 команд-участниц были разбиты на три группы. В группах команды играли в четыре круга по туровой системе. В финальный этап вышли победители групповых турниров и Чехия (хозяин финала). Финальный этап проводился по системе плей-офф.
За победы со счётом 3:0 и 3:1 команды получают по 3 очка, за победы 3:2 — по 2 очка, за поражения 2:3 — по 1 очку, за поражения 0:3 и 1:3 очки не начисляются.

## Предварительный этап
В колонках В (выигрыши) в скобках указано число побед со счётом 3:2, в колонке П (поражения) — поражений со счётом 2:3.

### Группа А
| М | Команда | 1               | 2               | 3               | 4               | И  | В      | П     | С/П   | О  |
| - | ------- | --------------- | --------------- | --------------- | --------------- | -- | ------ | ----- | ----- | -- |
| 1 | Сербия  |                 | 3:1 3:0 3:0 3:0 | 3:0 3:1 3:1 3:2 | 3:0 3:1 3:0 3:0 | 12 | 12 (1) | 0     | 36:6  | 35 |
| 2 | Румыния | 1:3 0:3 0:3 0:3 |                 | 0:3 3:1 2:3 3:0 | 3:0 3:1         | 12 | 6      | 6 (1) | 21:21 | 19 |
| 3 | Испания | 0:3 1:3 1:3 2:3 | 3:0 1:3 3:2 0:3 |                 | 3:1 3:0 3:0 3:1 | 12 | 6 (1)  | 6 (1) | 23:22 | 18 |
| 4 | Венгрия | 0:3 1:3 0:3 0:3 | 0:3 1:3         | 1:3 0:3 0:3 1:3 |                 | 12 | 0      | 12    | 5:36  | 0  |

1-й тур. 1—3 июня.  Суботица.
1 июня. Испания — Румыния 3:0 (25:20, 25:22, 25:22); Сербия — Венгрия 3:0 (25:15, 25:12, 25:22).
2 июня. Румыния — Венгрия 3:0 (25:23, 25:20, 25:21); Сербия — Испания 3:0 (25:17, 25:11, 25:19).
3 июня. Испания — Венгрия 3:1 (25:18, 20:25, 25:21, 25:16); Сербия — Румыния 3:1 (27:25, 25:16, 22:25, 25:15).
2-й тур. 8—10 июня.  Будапешт.
8 июня. Сербия — Румыния 3:0 (25:18, 25:22, 25:20); Испания — Венгрия 3:0 (25:23, 25:20, 25:23).
9 июня. Сербия — Испания 3:1 (25:14, 25:15, 22:25, 25:20); Румыния — Венгрия 3:1 (17:25, 25:17, 25:19, 25:20).
10 июня. Румыния — Испания 3:1 (23:25, 25:19, 25:14, 25:21); Сербия — Венгрия 3:1 (25:18, 25:14, 16:25, 25:19).
3-й тур. 15—17 июня.  Гранольерс.
15 июня. Сербия — Румыния 3:0 (25:19, 25:13, 25:23); Испания — Венгрия 3:0 (25:18, 25:19, 28:26).
16 июня. Сербия — Венгрия 3:0 (25:12, 25:14, 25:17); Испания — Румыния 3:2 (22:25, 24:26, 26:24, 25:18, 15:11).
17 июня. Румыния — Венгрия 3:0 (25:23, 25:23, 25:10); Сербия — Испания 3:1 (25:18, 25:10, 21:25, 25:20).
4-й тур. 22—24 июня.  Пьятра-Нямц.
22 июня. Сербия — Испания 3:2 (23:25, 25:18, 31:29, 31:33, 15:13); Румыния — Венгрия 3:1 (26:24, 25:19, 24:26, 25:17).
23 июня. Сербия — Венгрия 3:0 (25:22, 25:17, 25:14); Румыния — Испания 3:0 (25:21, 25:19, 25:19).
24 июня. Испания — Венгрия 3:1 (29:27, 21:25, 25:9, 27:25); Сербия — Румыния 3:0 (26:24, 25:18, 25:20).

### Группа В
| М | Команда   | 1               | 2               | 3               | 4               | И  | В      | П      | С/П   | О  |
| - | --------- | --------------- | --------------- | --------------- | --------------- | -- | ------ | ------ | ----- | -- |
| 1 | Болгария  |                 | 3:1 3:1 3:2 3:0 | 3:0 3:0         | 3:0 3:0         | 12 | 12 (1) | 0      | 36:4  | 35 |
| 2 | Франция   | 1:3 1:3 2:3 0:3 |                 | 3:1 1:3 3:0 3:1 | 3:1 3:0 3:0 3:0 | 12 | 7      | 5 (1)  | 26:18 | 22 |
| 3 | Турция    | 0:3 0:3         | 1:3 3:1 0:3 1:3 |                 | 3:0 3:0 3:2 3:0 | 12 | 5 (1)  | 7      | 17:24 | 14 |
| 4 | Швейцария | 0:3 0:3         | 1:3 0:3 0:3 0:3 | 0:3 0:3 2:3 0:3 |                 | 12 | 0      | 12 (1) | 3:36  | 1  |

1-й тур. 8—10 июня.  Варна.
8 июня. Франция — Турция 3:1 (16:25, 25:22, 25:21, 25:18); Болгария — Швейцария 3:0 (25:17, 25:18, 25:11).
9 июня. Турция — Швейцария 3:0 (25:12, 25:13, 25:20); Болгария — Франция 3:1 (23:25, 25:20, 25:15, 25:15).
10 июня. Франция — Швейцария 3:1 (25:15, 23:25, 25:15, 25:14); Болгария — Турция 3:0 (25:21, 25:20, 25:19).
2-й тур. 15—17 июня.  Измир.
15 июня. Турция — Швейцария 3:0 (25:18, 25:13, 25:15); Болгария — Франция 3:1 (25:19, 22:25, 25:17, 25:22).
16 июня. Болгария — Швейцария 3:0 (25:7, 27:25, 25:12); Турция — Франция 3:1 (25:16, 21:25, 25:22, 25:23).
17 июня. Франция — Швейцария 3:0 (25:15, 25:18, 25:17); Болгария — Турция 3:0 (25:13, 25:23, 25:22).
3-й тур. 22—24 июня.  Фрибур.
22 июня. Болгария — Турция 3:0 (25:15, 25:19, 25:20); Франция — Швейцария 3:0 (25:15, 25:22, 25:22).
23 июня. Турция — Швейцария 3:2 (25:19, 25:16, 14:25, 23:25, 20:18); Болгария — Франция 3:2 (26:24, 22:25, 25:23, 23:25, 16:14).
24 июня. Франция — Турция 3:0 (25:15, 25:18, 25:15); Болгария — Швейцария 3:0 (25:11, 26:24, 26:24).
4-й тур. 28—30 июня.  Мец.
28 июня. Франция — Швейцария 3:0 (26:24, 25:22, 25:20); Болгария — Турция 3:0 (25:18, 25:22, 25:18).
29 июня. Болгария — Швейцария 3:0 (25:13, 25:14, 25:12); Франция — Турция 3:1 (25:20, 21:25, 25:23, 25:15).
30 июня. Турция — Швейцария 3:0 (25:14, 25:8, 25:21); Болгария — Франция 3:0 (25:16, 25:17, 25:23).

### Группа С
| М | Команда    | 1               | 2               | 3               | 4               | И  | В      | П      | С/П   | О  |
| - | ---------- | --------------- | --------------- | --------------- | --------------- | -- | ------ | ------ | ----- | -- |
| 1 | Нидерланды |                 | 2:3 2:3 3:0 2:3 | 3:0 3:1 3:0 3:0 | 3:0 3:0 3:0 3:1 | 12 | 9      | 3 (3)  | 33:11 | 30 |
| 2 | Чехия      | 3:2 3:2 0:3 3:2 |                 | 3:1 3:0 0:3 3:0 | 3:0 3:2 3:1 3:0 | 12 | 10 (4) | 2      | 30:16 | 26 |
| 3 | Израиль    | 0:3 1:3 0:3 0:3 | 1:3 0:3 3:0 0:3 |                 | 1:3 3:0 0:3 3:1 | 12 | 3      | 9      | 12:28 | 9  |
| 4 | Греция     | 0:3 0:3 0:3 1:3 | 0:3 2:3 1:3 0:3 | 3:1 0:3 3:0 1:3 |                 | 12 | 2      | 10 (1) | 11:31 | 7  |

1-й тур. 1—3 июня.  Брно.
1 июня. Чехия — Израиль 3:1 (23:25, 25:17, 25:23, 25:7); Нидерланды — Греция 3:0 (25:15, 25:15, 25:14).
2 июня. Нидерланды — Израиль 3:0 (25:13, 25:19, 25:19); Чехия — Греция 3:0 (25:20, 25:18, 25:11).
3 июня. Греция — Израиль 3:1 (25:22, 25:19, 23:25, 25:21); Чехия — Нидерланды 3:2 (25:17, 25:23, 22:25, 21:25, 15:10).
2-й тур. 8—10 июня.  Алмере.
8 июня. Чехия — Израиль 3:0 (25:22, 25:21, 25:9); Нидерланды — Греция 3:0 (25:18, 25:21, 25:16).
9 июня. Нидерланды — Израиль 3:1 (17:25, 25:7, 25:18, 25:12); Чехия — Греция 3:2 (15:25, 25:22, 26:24, 22:25, 15:11).
10 июня. Чехия — Нидерланды 3:2 (25:20, 20:25, 25:20, 18:25, 15:12); Израиль — Греция 3:0 (25:12, 25:23, 25:23).
3-й тур. 15—17 июня.  Раанана.
15 июня. Греция — Израиль 3:0 (25:19, 25:18, 25:23); Нидерланды — Чехия 3:0 (25:20, 25:18, 25:16).
16 июня. Израиль — Чехия 3:0 (28:26, 25:21, 27:25); Нидерланды — Греция 3:0 (25:16, 25:16, 27:25).
17 июня. Чехия — Греция 3:1 (25:17, 16:25, 25:18, 25:18); Нидерланды — Израиль 3:0 (25:18, 25:16, 25:22).
4-й тур. 22—24 июня.  Орестиада.
22 июня. Чехия — Израиль 3:0 (25:14, 25:12, 25:21); Нидерланды — Греция 3:1 (11:25, 25:20, 25:17, 25:21).
23 июня. Чехия — Нидерланды 3:2 (25:16, 23:25, 25:19, 17:25, 15:13); Израиль — Греция 3:1 (25:22, 18:25, 25:23, 25:17).
24 июня. Нидерланды — Израиль 3:0 (25:18, 25:18, 25:19); Чехия — Греция 3:0 (25:17, 25:17, 25:20).

## Финал четырёх
5—6 июля 2012.  Карловы Вары
Участники:
 Чехия 

 Сербия 

 Нидерланды 

 Болгария

### Полуфинал
5 июля
 Болгария —  Сербия
3:1 (34:32, 25:22, 21:25, 25:20).
 Чехия —  Нидерланды
3:1 (25:17, 20:25, 25:23, 25:17).

### Матч за 3-е место
6 июля
 Сербия —  Нидерланды
3:1 (25:23, 25:15, 23:25, 25:13).

### Финал
| 6 июля 2012 | \| Чехия \| 3:0 cev.eu \| Болгария \| \| Гелена Гавелкова (9) Кристина Пастулова (7) Анета Гавличкова (18) Андреа Коссаньова (12) Михаэла Мондзони (8) Люси Мюльштейнова (2) Юли Ясова (л) Каролина Беднаржова Николь Сайдова \| Голы \| Диана Ненова (1) Добриана Рабаджиева (12) Цветелина Заркова (4) Елица Василева (15) Мария Каракашева (6) Страшимира Филипова (15) Мария Филипова (л) Десислава Николова (1) Лора Китипова Христина Русева \| | Карловы Вары KV Arena 3800 зрителей |
| Счёт по партиям — 26:24, 25:18, 25:23 . Время матча — 1 час 19 минут. Судьи: Филипп Шюрман, Марио Бернаола                                                                           | | |
| Чехия | 3:0 cev.eu | Болгария |
| Гелена Гавелкова (9) Кристина Пастулова (7) Анета Гавличкова (18) Андреа Коссаньова (12) Михаэла Мондзони (8) Люси Мюльштейнова (2) Юли Ясова (л) Каролина Беднаржова Николь Сайдова | Голы | Диана Ненова (1) Добриана Рабаджиева (12) Цветелина Заркова (4) Елица Василева (15) Мария Каракашева (6) Страшимира Филипова (15) Мария Филипова (л) Десислава Николова (1) Лора Китипова Христина Русева |

## Итоги

### Положение команд
| Чехия            |
| Болгария         |
| Сербия           |
| 4. Нидерланды    |
| 5—6. Франция     |
| 5—6. Румыния     |
| 7—9. Испания     |
| 7—9. Турция      |
| 7—9. Израиль     |
| 10—12. Греция    |
| 10—12. Швейцария |
| 10—12. Венгрия   |

### Призёры
Чехия: Андреа Коссаньова, Кристина Пастулова, Анета Гавличкова, Юли Ясова, Михаэла Мондзони, Каролина Беднаржова, Люси Мюльштейнова, Ивона Свободникова, Гелена Гавелкова, Михала Квапилова, Павла Винчурова, Николь Сайдова. Главный тренер — Карло Паризи.
  Болгария: Диана Ненова, Десислава Николова, Таня Сабкова, Лора Китипова, Добриана Рабаджиева, Цветелина Заркова, Габриэла Коева, Христина Русева, Мария Каракашева, Мария Филипова, Элица Василева, Страшимира Филипова. Главный тренер — Марчелло Аббонданца.
  Сербия: Йована Бракочевич, Бранкица Михайлович, Бояна Живкович, Наташа Крсманович, Тияна Малешевич, Йована Весович, Майя Огненович, Надя Нинкович, Милена Рашич, Сузана Чебич, Саня Старович, Елена Благоевич. Главный тренер — Зоран Терзич.

### Индивидуальные призы
MVP:  Анета Гавличкова
Лучшая нападающая:  Элица Василева
Лучшая блокирующая:  Каролин Венсинк
Лучшая на подаче:  Добриана Рабаджиева
Лучшая на приёме:  Гелена Гавелкова
Лучшая связующая:  Майя Огненович
Лучшая либеро:  Юли Ясова
Самая результативная:  Элица Василева